# Tiffy Army FC
Tiffy Army FC (ក្លឹបបាល់ទាត់ ក្រសួងការពារជាតិ) là một câu lạc bộ bóng đá ở Phnom Penh, Campuchia. Câu lạc bộ đại diện cho Bộ Quốc phòng và chơi ở Giải bóng đá vô địch quốc gia Campuchia, bộ phận hàng đầu của bóng đá Campuchia.
Đội được thành lập với tên Câu lạc bộ bóng đá của Lực lượng Vũ trang Hoàng gia Campuchia và đổi tên vào năm 2008 

## Cầu thủ hiện tại

### Đội hình chính
Ghi chú: Quốc kỳ chỉ đội tuyển quốc gia được xác định rõ trong điều lệ tư cách FIFA. Các cầu thủ có thể giữ hơn một quốc tịch ngoài FIFA.
| Số | VT | Quốc gia   | Cầu thủ            |
| -- | -- | ---------- | ------------------ |
| 1  | TM | Campuchia  | Mao Narith         |
| 2  | HV | Campuchia  | Oem Vinun          |
| 4  | HV | Campuchia  | Yang Phomin        |
| 5  | HV | Campuchia  | Sor Piseth         |
| 8  | TĐ | Nhật Bản   | Misawa Tetsuaki    |
| 9  | TĐ | Bồ Đào Nha | Josemar Agostinho  |
| 10 | TV | Campuchia  | Nhean Sosidan      |
| 11 | TV | Campuchia  | Nat Sangha         |
| 12 | TĐ | Campuchia  | Chun Sinoeun       |
| 13 | TĐ | Nhật Bản   | Kinoshita Reiya    |
| 14 | TV | Nhật Bản   | Murata Shori       |
| 15 | HV | Campuchia  | Suk Vatana         |
| 16 | TĐ | Campuchia  | Khieng Menghuor    |
| 17 | TV | Campuchia  | Choeun Nacha       |
| 18 | TV | Campuchia  | Up Kamol (Đội phó) |

| Số | VT | Quốc gia  | Cầu thủ                 |
| -- | -- | --------- | ----------------------- |
| 20 | TV | Campuchia | Tep Filib               |
| 21 | HV | Campuchia | Ros Kungsomrach         |
| 22 | TM | Campuchia | Um Sereyroth            |
| 23 | HV | Thái Lan  | Sarayut Sompim          |
| 25 | HV | Campuchia | Thourng Da (Đội trưởng) |
| 26 | TV | Campuchia | Chea Navin              |
| 27 | TV | Campuchia | Lim Aarun               |
| 28 | TĐ | Campuchia | Ahmath Surim            |
| 29 | TĐ | Campuchia | Sa Usos                 |
| 30 | TV | Brasil    | Caio dos Santos         |
| 31 | TM | Campuchia | Pich Dara               |
| 32 | HV | Campuchia | Vorn Phalla             |
| 33 | TM | Campuchia | Som Sokundara           |
| 34 | TĐ | Campuchia | Cho So Visal            |
| 35 | TV | Campuchia | Leang Pisey             |

### Đội dự bị và Học viện trẻ
Thi đấu tại Campuchia League 2
Tính đến 16 September 2023
Ghi chú: Quốc kỳ chỉ đội tuyển quốc gia được xác định rõ trong điều lệ tư cách FIFA. Các cầu thủ có thể giữ hơn một quốc tịch ngoài FIFA.
| Số | VT | Quốc gia  | Cầu thủ          |
| -- | -- | --------- | ---------------- |
| 1  | TM | Campuchia | Mao Narith       |
| 2  | HV | Campuchia | Chim Chandaro    |
| 3  | HV | Campuchia | Phon Tayninh     |
| 4  | HV | Campuchia | Buth Ratha       |
| 5  | HV | Campuchia | Heng Senghorng   |
| 6  | HV | Campuchia | Ouk Som Eng      |
| 7  | TĐ | Campuchia | Chanvibol Davit  |
| 8  | TV | Campuchia | Chong Sovanpanha |
| 9  | TĐ | Campuchia | Chun Sinoeun     |
| 10 | TĐ | Campuchia | Mut Sopheang     |
| 11 | TĐ | Campuchia | Sreng Sokea      |
| 12 | TĐ | Campuchia | Ty Nareach       |
| 14 | TV | Campuchia | Ly Tochita       |
| 15 | HV | Campuchia | Suk Vatana       |
| 16 | TĐ | Campuchia | Cho So Visal     |
| 17 | TĐ | Campuchia | Choeun Nacha     |

| Số | VT | Quốc gia  | Cầu thủ          |
| -- | -- | --------- | ---------------- |
| 18 | TV | Campuchia | Tong Sambath     |
| 19 | HV | Campuchia | Lay Hengly       |
| 20 | TV | Campuchia | Tep Filib        |
| 21 | TV | Campuchia | Leang Pisey      |
| 22 | TM | Campuchia | Mat Lany         |
| 23 | TV | Campuchia | Meas Liza        |
| 24 | TV | Campuchia | Khorn Narong     |
| 25 | HV | Campuchia | Chirk Chengly    |
| 26 | TV | Campuchia | Chea Navin       |
| 28 | TV | Campuchia | Son Sovanpanha   |
| 29 | TĐ | Campuchia | Sa Usos          |
| 30 | TM | Campuchia | Sopheap Thaiyuth |
| 31 | HV | Campuchia | Touch Soktey     |
| 32 | HV | Campuchia | Vorn Phalla      |
| 33 | HV | Campuchia | Lun Mengleang    |

## Thống kê đội hình
| Số áo | Vị trí | Tên                  | VĐQG | VĐQG      | Hun Sen Cup | Hun Sen Cup | Tổng cộng | Tổng cộng |
| Số áo | Vị trí | Tên                  | Trận | Bàn thắng | Trận        | Bàn thắng   | Trận      | Bàn thắng |
| ----- | ------ | -------------------- | ---- | --------- | ----------- | ----------- | --------- | --------- |
| 1     | GK     | Um Sereyroth         | 0    | 0         | 0           | 0           | 0         | 0         |
| 2     | DF     | Taku Yanagidate      | 6    | 0         | 0           | 0           | 6         | 0         |
| 3     | DF     | Khek Khemrin         | 8    | 0         | 0           | 0           | 8         | 0         |
| 4     | DF     | Roeurm Channroeurn   | 2(2) | 0         | 0           | 0           | 2(2)      | 0         |
| 5     | DF     | Sor Piseth           | 8    | 0         | 0           | 0           | 8         | 0         |
| 6     | MF     | Eal T Hiet           | 0    | 0         | 0           | 0           | 0         | 0         |
| 7     | FW     | Phuong Soksana       | 6(2) | 0         | 0           | 0           | 6(2)      | 0         |
| 8     | MF     | Sok Heang            | 1(5) | 0         | 0           | 0           | 1(5)      | 0         |
| 10    | FW     | George Bisan         | 5(3) | 6         | 0           | 0           | 5(3)      | 6         |
| 11    | FW     | Dzarma Bata          | 9    | 12        | 0           | 0           | 9         | 12        |
| 12    | FW     | Reung Bunheing (C)   | 9    | 3         | 0           | 0           | 9         | 3         |
| 15    | DF     | Tep Veasnakomarpituo | 1    | 0         | 0           | 0           | 1         | 0         |
| 16    | FW     | Kan Pisal            | 4(1) | 1         | 0           | 0           | 4(1)      | 1         |
| 17    | MF     | Chhin Chhoeun        | 8    | 1         | 0           | 0           | 8         | 1         |
| 18    | MF     | Op Kamol             | 6    | 0         | 0           | 0           | 6         | 0         |
| 19    | FW     | Narong Kakada        | 0(3) | 1         | 0           | 0           | 0(3)      | 1         |
| 20    | MF     | Pich Dara            | 0    | 0         | 0           | 0           | 0         | 0         |
| 21    | MF     | Chea Navin           | 0    | 0         | 0           | 0           | 0         | 0         |
| 22    | GK     | Um Vichet            | 9    | 0         | 0           | 0           | 9         | 0         |
| 23    | FW     | Touch Roma           | 0(1) | 0         | 0           | 0           | 0(1)      | 0         |
| 24    | MF     | Chrerng Polroth      | 2    | 0         | 0           | 0           | 2         | 0         |
| 25    | DF     | Thourng Da           | 3    | 0         | 0           | 0           | 3         | 0         |
| 26    | DF     | Moth Sattya          | 0    | 0         | 0           | 0           | 0         | 0         |
| 27    | FW     | Chhoeun Odom         | 0    | 0         | 0           | 0           | 0         | 0         |
| 28    | GK     | Kim Simeng           | 0    | 0         | 0           | 0           | 0         | 0         |
| 44    | MF     | Ugochukwu Obi Moneke | 3(2) | 3         | 0           | 0           | 3(2)      | 3         |
| 70    | FW     | Nget Lity            | 0(2) | 0         | 0           | 0           | 0(2)      | 0         |
| 88    | MF     | Mohamed Hamza        | 9    | 0         | 0           | 0           | 9         | 0         |

## Danh hiệu

### Quốc gia
- Cúp Hun Sen (3)

Á quân: 2013
Quán quân: 2010 2016 2018
- Cúp CNCC (1)

Á quân: 2017
- Liên đoàn Campuchia

Á quân: 2008
Á quân: 2016
Á quân: 2017
- Cúp toàn quốc

hạng 1: 2003 | hạng 4: 2004 | hạng 1: 1993

### Quốc tế
- Giải vô địch quân đội Asean

lần thứ 4: 2004
Vượt qua vòng bảng: 1999
- Giải vô địch câu lạc bộ châu Á trước mùa giải

Vô địch: 2017